# 科伊桑语系
科伊桑语系，是非洲东部坦桑尼亚的桑达韦人（Sandawe）和哈扎人（Hadza），以及非洲南部，喀拉哈里沙漠的科伊科伊人和布须曼人（或称桑人）所使用语言所属的语系，包括非洲东部的哈扎语、桑达韦语，和非洲南部的霍屯督语（旧称Hottentot，现称Nama）等约20多种语言。
科伊桑各语言，以搭嘴音（吸气音）之多而闻名。Juǀʼhoan 语言就有达48种搭嘴音。
然而，研究科伊桑民族和语言的学者，认为那些语言缺乏有互相关连的证据，不同意有科伊桑语系。除桑达韦语和哈扎语外，科伊桑学者把其他语言分为 Tuu、Juu-ǂHoan、Kwadi-Khoe 3个语系。

## 科伊桑学者分类

### 哈扎语
哈扎语在坦桑尼亚有975个使用者。哈扎语看来与任何其他语言不相关。从遗传学上说，哈扎人与在非洲南部的科伊桑人没有关连。最接近的近亲可能是非洲中部的俾格米人。

### 桑达韦语
桑达韦语在坦桑尼亚有4万个使用者。有一些特征显示桑达韦语与 Kwadi-Khoe 语系有关连，但证据不太充足。桑达韦在位置上虽与哈扎接近，但没有关连。

### 图乌语系
- Taa
  - ǃXóõ (nmn)（4200使用者。一个方言区。）
  - Lower Nossob（两种方言：ǀʼAuni 和 ǀHaasi。已消亡。）
- ǃKwi
  - 努基语（ngh）：一个濒临消亡的方言区。2021年6月时，尚有一位Nǀuu方言使用者[1]和两位ǁʼAu方言使用者。
  - ǀXam (xam)（一个方言区。已消亡。）
  - ǂUngkue（一个方言区。已消亡。）
  - ǁXegwi (xeg)（已消亡）

### Juu-ǂHoan语系
- ǂHõã (huc)（200使用者。博茨瓦纳。濒临消亡。）
- Juu（又称 ǃKung，前称北科伊桑）是个单一方言区，约 45,000 使用者。常见的方言有 ǃKung (ǃXũũ) ((knw), (oun), (mwj)), Juǀʼhoan (ktz), 和 ǂkxʼauǁʼein (aue).

### 科依 (科依-瓜地) 语系
- 瓜地語(kwz)（已消亡。安哥拉。）
- 科依語系
  - 科伊科伊语 This branch appears to have been affected by the Juu-Tuu sprachbund.
    - Nama (naq) (250,000 使用者。 Ethnonyms Khoekhoen, Nama, Damara. A dialect cluster including ǂAakhoe and Haiǁom)
    - Eini（已消亡）
    - South Khoekhoe
      - Korana (kqz)（6名以上使用者，濒临消亡。）
      - Xiri (xii)（90名以上使用者，濒临消亡。一个方言区。）

  - Tshu-Khwe (或 Kalahari) 以下很多语言已有部分搭嘴音失去。
    - East Tshu-Khwe (East Kalahari)
      - Shua (shg) (6000使用者。一个方言区，包括 Deti, Tsʼixa, ǀXaise, 和 Ganádi）
      - Tsoa (hio) (9300使用者。一个方言区，包括 Cire Cire 和 Kua）

    - West Tshu-Khwe (West Kalahari)
      - Kxoe (xuu) (11,000使用者。一个方言区，包括 ǁAni (hnh) 和 Buga）
      - Naro (nhr) (14,000使用者。一个方言区。）
      - Gǁana-Gǀwi (4500使用者。一个方言区，包括 Gǁana (gnk), Gǀwi (gwj), 和 ǂHaba）

## 《民族语》分类
- 哈扎语
  - 哈扎语、哈察语 (hts)
- 桑达韦语
  - 桑达韦语 (sad)
- 非洲南部
  - 中部
    - Hain//um
      - Hai||om (hgm)

    - Kwadi
      - Kwadi (kwz)

    - Nama
      - Korana (kqz)
      - 霍屯督语（Nama）(naq)
      - Xiri (xii)

    - Tshu-Khwe
      - North Central
        - Shua (shg)

      - Northeast
        - Tsoa (hio)
        - Kua (tyu)

      - Northwest 
        - ||Gana (gnk)
        - ||Ani (hnh)
        - Kxoe (xuu)

      - Southwest 
        - |Gwi (gwj)
        - Naro (nhr)

  - 北部
    - =|Kx'au||'ein (aue)
    - Kung-Ekoka (knw)
    - Ju|'hoan (ktz)
    - Maligo (mwj)
    - !O!ung (oun)
    - Vasekela Bushman (vaj)

  - 南部
    - !Kwi
      - Seroa (kqu)
      - N|u (ngh)
      - |Xam (xam)
      - ||Xegwi (xeg)

    - Hua
      - =|Hua (huc)
      - !Xóõ (nmn)